# 4160 Sabrina-John
4160 Sabrina-John là một tiểu hành tinh vành đai chính với chu kỳ quỹ đạo là 1403.8661694 ngày (3.84 năm).
Nó được phát hiện ngày 3 tháng 6 năm 1989.